# Wendthagen-Ehlen
Wendthagen-Ehlen ist ein Ortsteil der Stadt Stadthagen im niedersächsischen Landkreis Schaumburg. 

## Lage
Der Ort liegt südlich des Kernortes Stadthagen an der Landesstraße L 447. Nördlich und westlich verläuft die B 65. 

## Geschichte

### Eingemeindung
Am 1. März 1974 wurde Wendthagen-Ehlen gemeinsam mit weiteren Umlandgemeinden in die Kreisstadt Stadthagen eingegliedert.

## Politik
Der Ortsrat, der Wendthagen-Ehlen vertritt, setzt sich aus elf Mitgliedern zusammen. Die Ratsmitglieder werden durch eine Kommunalwahl für jeweils 
fünf Jahre gewählt.
Bei der Kommunalwahl 2021 ergab sich folgende Sitzverteilung:
| Ortsrat 2021Insgesamt 11 Sitze - SPD: 6 - CDU: 5 |

## Sehenswürdigkeiten
- Rogate-Kirche (Wendthagen)